# Fit for 55

Bandiera dell'Unione europea

Il Fit for 55 (in italiano: Pronti per il 55%) è un pacchetto di riforme e regolamenti economici e sociali promulgate dall'Unione europea, incentrate sulla lotta al cambiamento climatico e alla riduzione delle emissioni di gas serra.

## Storia
Nell'ambito dell'iniziativa Green Deal europeo, il 17 settembre 2020 la Commissione europea ha presentato il piano per ridurre le emissioni di gas a effetto serra di almeno il 55% entro il 2030 rispetto ai livelli del 1990.
Il Consiglio europeo nel vertice del 10-11 dicembre 2020 ha approvato un obiettivo «vincolante di riduzione interna netta delle emissioni di gas a effetto serra di almeno il 55% entro il 2030 rispetto ai livelli del 1990».
Il 14 luglio 2021 la Commissione europea ha presentato il pacchetto per la neutralità climatica "Pronti per il 55%", composto da dodici direttive e regolamenti volti a ridurre le emissioni di carbonio dell'Unione europea di almeno il 55% entro il 2030, un obiettivo essenziale per raggiungere la neutralità climatica entro il 2050.
Il 29 giugno 2022 il Consiglio dell'Unione europea ha adottato gli orientamenti generali su importanti proposte legislative del pacchetto "Pronti per il 55%", che gettano le basi per i negoziati da avviare con il Parlamento europeo.
Il 18 dicembre 2022 il Consiglio dell'Unione europea e il Parlamento europeo hanno raggiunto un accordo politico provvisorio su importanti proposte legislative del pacchetto "Pronti per il 55%" per ridurre ulteriormente le emissioni e affrontarne le conseguenze sociali. L'accordo è provvisorio in attesa dell'adozione formale da parte di entrambe le istituzioni.

## Descrizione
Il pacchetto "Pronti per il 55%" è composto da dodici direttive e regolamenti:
- sistema di scambio di quote di emissione dell'Unione europea
- regolamento sulla condivisione degli sforzi
- uso del suolo e silvicoltura (LULUCF)
- infrastruttura per combustibili alternativi
- meccanismo di adeguamento del carbonio alle frontiere
- Fondo sociale per il clima
- ReFuelEU Aviation e FuelEU Maritime
- norme sulle emissioni di CO₂ per autovetture e furgoni
- tassazione dell'energia
- energia rinnovabile
- efficienza energetica
- prestazione energetica nell'edilizia

### Sistema di scambio di quote di emissione dell'Unione europea
Il sistema di scambio di quote di emissione dell'Unione europea (EU ETS) è un mercato del carbonio basato su un sistema di limitazione e scambio di quote di emissione per le industrie ad alta intensità energetica e per il settore della produzione di energia. È lo strumento principale dell'Unione per affrontare la riduzione delle emissioni; dalla sua introduzione nel 2005, le emissioni dell'Unione sono diminuite del 41%.
La proposta della Commissione europea, presentata il 14 luglio 2021, mira a riformare il mercato europeo delle emissioni rendendolo più ambizioso.
Il 29 giugno 2022 il Consiglio dell'Unione europea ha confermato di mantenere l'ambizione generale di ridurre le emissioni del 61% entro il 2030 nei settori coperti dal sistema EU ETS, come proposto dalla Commissione.
Il 18 dicembre 2022 il Consiglio dell'Unione europea e il Parlamento europeo hanno concordato di accrescere l'ambizione generale, portando al 62% la riduzione delle emissioni entro il 2030 nei settori coperti dal sistema EU ETS.
Gli impianti che beneficeranno delle quote assegnate a titolo gratuito dovranno rispettare requisiti di condizionalità e, per alcuni impianti, di piani in materia di neutralità climatica. Un'assegnazione supplementare a titolo gratuito per un periodo transitorio può essere concessa a determinate condizioni al settore del teleriscaldamento in taluni Stati membri, al fine di incoraggiare gli investimenti nella decarbonizzazione di tale settore. I colegislatori hanno convenuto di sopprimere la deroga per gli impianti di produzione di energia elettrica e di trasferire le quote rimanenti al Fondo per la modernizzazione per sostenere la modernizzazione, la diversificazione e la trasformazione sostenibile del settore energetico.
Il 28 marzo 2023 il Consiglio dei ministri dell'energia ha adottato una decisione che modifica la riserva stabilizzatrice del mercato; tale decisione mantiene anche dopo il 2023 l'accresciuto tasso di immissione annuale delle quote (24%).
Il 25 aprile 2023 il Consiglio dell'Unione europea ha adottato cinque atti legislativi che prevedono di portare al 62% l'ambizione di riduzione delle emissioni entro il 2030 nei settori coperti dal sistema di scambio di quote di emissione dell'Unione (EU ETS) rispetto ai livelli del 2005:
- per la prima volta le emissioni prodotte dal trasporto marittimo saranno incluse nell'ambito di applicazione dell'EU ETS;
- è stato istituito un nuovo sistema di scambio di quote di emissione distinto per i settori degli edifici e del trasporto stradale e per altri settori (principalmente la piccola industria);
- le quote di emissione a titolo gratuito per il settore del trasporto aereo saranno eliminate gradualmente e, a partire dal 2026, sarà attuata la messa all'asta integrale.
- regolamento che istituisce il Fondo sociale per il clima;
- regolamento che istituisce il meccanismo di adeguamento del carbonio alle frontiere (CBAM).

### Meccanismo di adeguamento del carbonio alle frontiere
Il «meccanismo di adeguamento del carbonio alle frontiere» (CBAM) ha lo scopo di evitare che gli sforzi di riduzione delle emissioni dell'Unione europea siano compensati da un aumento delle emissioni al di fuori dei suoi confini con la delocalizzazione della produzione in paesi terzi che hanno standard ambientali meno severi rispetto a quelli dell'Unione o un aumento delle importazioni di prodotti ad alta intensità di carbonio.
Il 13 dicembre 2022, il Consiglio dell'Unione europea e il Parlamento europeo «hanno raggiunto un accordo di natura provvisoria e condizionale» sul "meccanismo di adeguamento del carbonio alle frontiere".
Il 25 aprile 2023 il Consiglio dell'Unione europea ha adottato un regolamento che istituisce il meccanismo di adeguamento del carbonio alle frontiere (CBAM).
Il 1º ottobre 2023 è entrato in vigore il regolamento che istituisce il meccanismo di adeguamento del carbonio alle frontiere.

### Uso del suolo e silvicoltura (LULUCF)
Le attività connesse all'uso del suolo, ai cambiamenti di uso del suolo e alla silvicoltura (LULUCF) sono in linea con le altre iniziative contro il cambiamento climatico, con l'obiettivo di conseguire assorbimenti netti di gas serra per almeno 310 milioni di tonnellate di CO₂ entro il 2030 nell'Unione europea.
L'11 novembre 2022, il Consiglio dell'Unione europea e il Parlamento europeo hanno raggiunto un accordo provvisorio per cui le attuali norme che prevedono che le emissioni non superano gli assorbimenti, continueranno ad applicarsi sino al 2025, mentre nel periodo 2026-2030, quando gli assorbimenti dovrebbero superare le emissioni, ciascuno Stato membro dovrà perseguire un obiettivo nazionale vincolante assegnatogli.
Il 28 marzo 2023 il Consiglio dei ministri dell'energia ha adottato il nuovo regolamento che stabilisce un obiettivo generale a livello dell'Unione di 310 milioni di tonnellate di CO₂ equivalente di assorbimenti netti nel settore LULUCF entro il 2030. Per il periodo 2026-2030 ciascuno Stato membro avrà un obiettivo nazionale vincolante relativo a maggiori assorbimenti netti di gas serra, che contribuirà a realizzare l'obiettivo collettivo dell'Unione europea.

### Obiettivi di riduzione delle emissioni degli Stati membri
Il regolamento sulla condivisione degli sforzi fissava obiettivi annuali vincolanti in materia di emissioni di gas serra per gli Stati membri in settori che non rientrano nel sistema di scambio di quote di emissione o nel regolamento LULUCF.
La proposta della Commissione europea, presentata il 14 luglio 2021, aumenta l'obiettivo di riduzione delle emissioni di gas serra dell'Unione europea dal 29% al 40% rispetto al 2005 e aggiorna di conseguenza gli obiettivi nazionali. Il metodo di calcolo per determinare gli obiettivi nazionali rimane basato sul PIL pro capite.
L'8 novembre 2022 il Consiglio dell'Unione europea e il Parlamento europeo hanno raggiunto un accordo provvisorio che approva un obiettivo di riduzione delle emissioni di gas serra nell'Unione del 40% entro il 2030 rispetto ai livelli del 2005 e concordato un aggiornamento nel 2025 della traiettoria lineare delle emissioni stabilita per ciascuno Stato membro.
L'accordo provvisorio consente inoltre di acquistare e vendere le assegnazioni di emissioni tra gli Stati membri, fino al 10% delle loro assegnazioni annuali di emissioni per gli anni dal 2021 al 2025 e sino al 15% per gli anni dal 2026 al 2030.
Il 28 marzo 2023 il Consiglio dell'Unione europea ha adottato un nuovo regolamento sulla condivisione degli sforzi che stabilisce un obiettivo di riduzione delle emissioni di gas serra a livello dell'Unione del 40% entro il 2030, rispetto ai livelli del 2005, per i settori interessati.

### Norme sulle emissioni di CO₂ per autovetture e furgoni
La Commissione europea ha proposto di rivedere le norme sulle emissioni di CO₂ per autovetture e furgoni, introducendo obiettivi di riduzione nell'Unione più ambiziosi, stabilendo un nuovo obiettivo del 100% per il 2035; in pratica, a partire dal 2035 non sarà più possibile immettere sul mercato dell'Unione europea autovetture o furgoni con motore a combustione interna.
Il 27 ottobre 2022, il Consiglio dell'Unione europea e il Parlamento europeo hanno raggiunto un accordo provvisorio su livelli più rigorosi di prestazione in materia di emissioni di CO₂ delle autovetture nuove e dei furgoni nuovi. In attesa di un'adozione formale, i colegislatori hanno concordato quanto segue:
- obiettivo di riduzione delle emissioni di CO₂ del 55% per le autovetture nuove e del 50% per i furgoni nuovi entro il 2030 rispetto ai livelli del 2021,
- obiettivo di riduzione delle emissioni di CO₂ del 100% sia per le autovetture nuove che per i furgoni nuovi entro il 2035.
Il 28 marzo 2023 il Consiglio dei ministri dell'energia ha adottato una decisione che fissa livelli più rigorosi in materia di emissioni di CO₂ per le autovetture e i furgoni nuovi. Le nuove norme puntano a ridurre le emissioni prodotte dal trasporto su strada, che detiene la percentuale più elevata di emissioni prodotte dai trasporti, e forniscono all'industria automobilistica la spinta a progredire verso una mobilità a zero emissioni, garantendo nel contempo la continua innovazione nell'industria. Le nuove norme fissano i seguenti obiettivi:
- riduzione delle emissioni di CO₂ del 55% per le autovetture nuove e del 50% per i furgoni nuovi dal 2030 al 2034 rispetto ai livelli del 2021,
- riduzione delle emissioni di CO₂ del 100% sia per le autovetture nuove che per i furgoni nuovi dal 2035.

Il regolamento include un riferimento agli elettrocarburanti e prevede che, previa consultazione dei portatori di interessi, la Commissione presenti una proposta relativa all'immatricolazione di veicoli che funzionano esclusivamente con combustibili neutri in termini di emissioni di CO₂, dopo il 2035, in conformità del diritto dell'Unione europea, al di fuori dell'ambito di applicazione delle norme relative al parco veicoli, e in linea con l'obiettivo della neutralità climatica dell'Unione.

### Ridurre le emissioni di metano nel settore dell'energia
Il 15 dicembre 2021 la Commissione europea ha presentato una proposta per la riduzione delle emissioni di metano nel settore dell'energia.
Il 19 dicembre 2022 il Consiglio dell'Unione europea ha raggiunto un orientamento generale sulla proposta di monitorare e ridurre le emissioni di metano nel settore dell'energia, conseguente all'impegno preso in sede di COP26 a ridurre le emissioni di metano del 30% entro il 2030 rispetto ai livelli del 2020.
Il 15 novembre 2023 il Consiglio dell'Unione europea e il Parlamento europeo hanno raggiunto un accordo su nuove norme per ridurre le emissioni di metano nel settore dell'energia.
Il regolamento introduce nuovi obblighi per i settori del petrolio, del gas e del carbone al fine di misurare, comunicare e verificare le emissioni di metano e prevede la messa in atto di misure di mitigazione per evitare tali emissioni, tra cui misure in materia di rilevamento e riparazione delle fuoriuscite di metano nonché di limitazione del rilascio in atmosfera e della combustione in torcia. Propone inoltre strumenti di monitoraggio mondiale per garantire la trasparenza sulle emissioni di metano derivanti dalle importazioni di petrolio, gas e carbone nell'Unione europea.

### Carburanti sostenibili per l'aviazione
La proposta ReFuelEU Aviation mira a ridurre l'impronta ambientale del settore del trasporto aereo con l'utilizzo di carburanti sostenibili (biocarburanti avanzati ed elettrocarburanti).
Il 2 giugno 2022 il Consiglio dei ministri dei trasporti dell'Unione europea ha adottato un orientamento generale che prevede, tra l'altro, l'obbligo per i fornitori di combustibili per l'aviazione di garantire che tutto il combustibile messo a disposizione degli operatori aerei negli aeroporti dell'Unione contenga una quota minima di combustibili sostenibili per l'aviazione a partire dal 2025 e una quota minima di combustibili sintetici a partire dal 2030, con un aumento progressivo di tali quote sino al 2050.
Il 25 aprile 2023 il Consiglio dell'Unione europea e il Parlamento europeo hanno raggiunto un accordo politico provvisorio volto a decarbonizzare il settore dell'aviazione e a creare condizioni di parità per un trasporto aereo sostenibile.
Tra gli elementi chiave dell'accordo, l'obbligo per i fornitori di garantire che tutti i carburanti messi a disposizione degli operatori aerei negli aeroporti dell'Unione contenga una quota minima di carburanti sostenibili per l'aviazione a partire dal 2025 e una quota minima di carburanti sintetici a partire dal 2030, con un aumento progressivo di tali quote sino al 2050.
Il 9 ottobre 2023 il Consiglio dell'Unione europea ha adottato un nuovo regolamento grazie al quale un maggior numero di combustibili rinnovabili e a basse emissioni di carbonio ridurrà l'impronta di carbonio del settore dell'aviazione e creerà condizioni di parità per un trasporto aereo sostenibile nell'Unione europea.
Il nuovo regolamento mira a portare il trasporto aereo sulla traiettoria degli obiettivi climatici dell'Unione per il 2030 e il 2050, in quanto i combustibili sostenibili per l'aviazione sono uno dei principali strumenti a breve e medio termine per la decarbonizzazione del settore. Dovrebbe inoltre affrontare la situazione attuale che pregiudica lo sviluppo di tali carburanti, ovvero scarsa offerta e prezzi molto più elevati rispetto ai prezzi dei combustibili fossili.

### Combustibili più ecologici nel trasporto marittimo
La proposta FuelEU Maritime riguarda l'uso di combustibili rinnovabili e a basse emissioni di carbonio nel trasporto marittimo con l'obiettivo di ridurre l'intensità dei gas serra dell'energia usata a bordo delle navi sino al 75% entro il 2050.
Il 2 giugno 2022 il Consiglio dei ministri dei trasporti dell'Unione europea ha adottato un orientamento generale che mira ad aumentare la domanda e l'uso costante di combustibili rinnovabili e a basse emissioni di carbonio nel settore marittimo, garantendo nel contempo il buon funzionamento del traffico marittimo ed evitando distorsioni nel mercato interno.
Il 23 marzo 2023 il Consiglio dell'Unione europea e il Parlamento europeo hanno raggiunto un accordo provvisorio che ridurrà l'impronta carbonica del settore marittimo nell'Unione europea. In particolare l'accordo prevede:
- introduzione di eccezioni limitate nel tempo per il trattamento specifico delle regioni ultraperiferiche, delle piccole isole e delle zone altamente dipendenti, dal punto di vista economico, dalla loro connettività;
- introduzione di fattori di riduzione per le navi di classe ghiaccio e per le navi che navigano in presenza di ghiaccio;
- aumentare gli obiettivi di riduzione dell'intensità di gas serra dell'energia utilizzata a bordo delle navi a partire dal 1º gennaio 2035 e introducendo misure volte a incoraggiare l'uso dei combustibili rinnovabili di origine non biologica;
- modificare i requisiti per l'alimentazione elettrica da terra e le disposizioni relative alle tecnologie a zero emissioni;
- escludere i combustibili fossili dal processo di certificazione;
- modificare le disposizioni riguardanti le entrate generate dalle sanzioni a norma del regolamento FuelEU e la loro assegnazione a progetti a sostegno della decarbonizzazione del settore marittimo con un meccanismo di trasparenza rafforzato;
- specificare ulteriormente gli obblighi della Commissione europea in materia di monitoraggio dell'attuazione del regolamento.

Il 25 luglio 2023 il Consiglio dell'Unione europea ha adottato un nuovo regolamento per la decarbonizzazione del settore marittimo (FuelEU Maritime), grazie al quale un maggior numero di combustibili rinnovabili e a basse emissioni di carbonio ridurrà l'impronta di carbonio del settore marittimo nell'Unione.

### Infrastruttura per combustibili alternativi
La Commissione europea ha presentato una proposta per accelerare la realizzazione di un'infrastruttura per la «ricarica o il rifornimento di veicoli con combustibili alternativi» (AFIR) e a fornire alimentazione elettrica alternativa alle navi nei porti e agli aeromobili in stazionamento.
Il 2 giugno 2022 il Consiglio dei ministri dei trasporti dell'Unione europea ha adottato un orientamento generale per l'installazione di infrastrutture di ricarica sufficienti ed ergonomiche, stabilendo i principali parametri chiave che avranno un impatto reale sul clima:
- per la ricarica dei veicoli leggeri elettrici, i requisiti relativi alla potenza da fornire in funzione delle dimensioni del parco veicoli immatricolati e i requisiti di copertura delle reti transeuropee dei trasporti (TEN-T),
- per la ricarica degli automezzi pesanti elettrici e il rifornimento di idrogeno, i requisiti di copertura della rete TEN-T,
- per la fornitura di energia elettrica alle navi all'ormeggio nei porti.

Il 28 marzo 2023 il Consiglio dell'Unione europea e il Parlamento europeo hanno raggiunto un accordo provvisorio che prevede la realizzazione di un maggior numero di stazioni di ricarica e di rifornimento per i combustibili alternativi in Europa, che consentirà al settore dei trasporti di ridurre in modo significativo la sua impronta di carbonio.
Il 25 luglio 2023 il Consiglio dell'Unione europea ha adottato un nuovo regolamento per un maggior numero di stazioni di ricarica e di rifornimento per i combustibili alternativi, da realizzare a partire dal 2025 o dal 2030, per consentire al settore dei trasporti di ridurre in modo significativo la sua impronta di carbonio.

### Fondo sociale per il clima
La proposta relativa al Fondo sociale per il clima intende far fronte all'impatto sociale e distributivo del nuovo sistema di scambio di quote di emissione proposto per i settori dell'edilizia e del trasporto stradale.
Il 18 dicembre 2022 il Consiglio e il Parlamento europeo hanno raggiunto un accordo politico provvisorio sulla proposta di istituire un Fondo sociale per il clima a sostegno delle famiglie, delle microimprese e degli utenti dei trasporti che sono vulnerabili, per far fronte alle ripercussioni sui prezzi dovute alla creazione di un sistema di scambio di quote di emissione per i settori degli edifici e del trasporto stradale e i combustibili per altri settori. Il Fondo farà parte del bilancio dell'Unione per il periodo 2027-2032 sino a un importo massimo di 65 miliardi di euro.
Il 25 aprile 2023 il Consiglio dell'Unione europea ha adottato un regolamento che istituisce il Fondo sociale per il clima per il periodo compreso tra il 2026 e il 2032.

### Energia rinnovabile
Il pacchetto "Pronti per il 55%" comprende una proposta di revisione della direttiva sulla promozione delle energie rinnovabili, per aumentare l'obiettivo già previsto, pari ad almeno il 32% di fonti energetiche rinnovabili nel mix energetico complessivo, portandolo ad almeno il 40% entro il 2030.
Il 27 giugno 2022 il Consiglio dei ministri dell'energia dell'Unione europea ha adottato gli orientamenti generali sulla promozione delle energie rinnovabili, fissando un obiettivo vincolante del 40% di energia da fonti rinnovabili entro il 2030, e sotto-obiettivi per i trasporti, per l'industria e una quota di energia rinnovabile pari ad almeno il 49% per gli edifici entro il 2030.
Il 30 marzo 2023 il Consiglio dell'Unione europea e il Parlamento europeo hanno raggiunto un accordo politico provvisorio per portare la quota di energie rinnovabili nel consumo energetico complessivo dell'Unione al 42,5% entro il 2030, con un'integrazione indicativa supplementare del 2,5%.
I negoziatori hanno concordato in via provvisoria obiettivi settoriali più ambiziosi riguardanti trasporti, industria, edifici, teleriscaldamento e teleraffrescamento. Scopo dei sotto-obiettivi è accelerare l'integrazione delle energie rinnovabili.
Il 9 ottobre 2023 il Consiglio dell'Unione europea ha adottato la nuova direttiva per portare la quota di energie rinnovabili nel consumo energetico complessivo dell'Unione al 42,5% entro il 2030, con un'integrazione indicativa supplementare del 2,5% al fine di consentire il conseguimento dell'obiettivo del 45%.
Tutti gli Stati membri contribuiranno al conseguimento di obiettivi settoriali più ambiziosi riguardanti trasporti, industria, edifici, teleriscaldamento e teleraffrescamento; scopo dei sotto-obiettivi è accelerare l'integrazione delle energie rinnovabili nei settori in cui è stata più lenta.
Il 28 novembre 2023 il Consiglio dell'Unione europea e il Parlamento hanno raggiunto un accordo politico provvisorio sulla direttiva che stabilisce norme comuni per i mercati interni del gas rinnovabile e del gas naturale e dell'idrogeno. La direttiva mira ad agevolare la penetrazione dei gas rinnovabili e a basse emissioni di carbonio nel sistema energetico, consentendo così l'abbandono del gas naturale, allo scopo di conseguire l'obiettivo dell'Unione della neutralità climatica entro il 2050.
L'8 dicembre 2023 il Consiglio dell'Unione europea e il Parlamento europeo hanno raggiunto un accordo provvisorio su un regolamento che stabilisce norme comuni per i mercati interni del gas rinnovabile, del gas naturale e dell'idrogeno. L'accordo provvisorio prevede un nuovo ente distinto nel settore dell'idrogeno: una rete europea dei gestori di rete per l'idrogeno (ENNOH), indipendente dall'attuale Rete europea di gestori di sistemi di trasporto del gas (ENTSOG) e dalla Rete europea di gestori di sistemi di trasmissione dell'energia elettrica (ENTSOE), sfruttando nel contempo le sinergie e la cooperazione tra i tre settori.

### Efficienza energetica
La Commissione europea ha proposto di aumentare l'obiettivo a livello di Unione in materia di efficienza energetica, rispetto alla normativa in vigore.
Il 27 giugno 2022 il Consiglio dei ministri dell'energia dell'Unione europea ha concordato di ridurre il consumo di energia a livello dell'Unione del 36% per il consumo finale di energia e del 39% per il consumo di energia primaria entro il 2030, ha convenuto per il settore pubblico l'obbligo specifico di conseguire una riduzione annuale del consumo energetico dell'1,7%.
Il 10 marzo 2023 la presidenza del Consiglio dell'Unione europea e i negoziatori del Parlamento europeo hanno raggiunto un accordo politico provvisorio inteso a ridurre il consumo di energia finale a livello dell'Unione dell'11,7% nel 2030, rispetto alle previsioni di consumo energetico formulate nel 2020; che si traduce in un limite massimo al consumo di energia finale pari a 763 milioni di tonnellate equivalenti di petrolio e a 993 milioni di tonnellate equivalenti di petrolio per il consumo primario.
Il 25 luglio 2023 il Consiglio dell'Unione europea ha adottato una nuova direttiva sull'efficienza energetica per ridurre il consumo di energia dell'11,7% entro il 2030 rispetto alle previsioni formulate nel 2020.

### Prestazione energetica nell'edilizia
Gli edifici rappresentano il 40% dell'energia consumata e il 36% delle emissioni dirette e indirette di gas serra nell'Unione europea. I paesi dell'Unione stanno lavorando alla revisione della direttiva sul rendimento energetico nell'edilizia per rendere gli edifici più efficienti dal punto di vista energetico entro il 2030 e oltre.
Il 15 dicembre 2021 la Commissione europea ha proposto la revisione della normativa vigente in materia di prestazione energetica nell'edilizia.
Il 25 ottobre 2022 il Consiglio dell'Unione europea ha raggiunto un accordo su una proposta di revisione della direttiva sulla prestazione energetica nell'edilizia. I principali obiettivi della revisione sono che tutti gli edifici nuovi dovrebbero essere a emissioni zero entro il 2030 e gli edifici esistenti dovrebbero diventare a emissioni zero entro il 2050.
Il Consiglio ha convenuto che dal 2028 gli edifici nuovi di proprietà di enti pubblici dovrebbero essere a emissioni zero, dal 2030 tutti gli edifici nuovi dovrebbero essere a emissioni zero, con possibili eccezioni per gli edifici storici, i luoghi di culto e gli edifici utilizzati a scopi di difesa.
Per gli edifici residenziali esistenti, gli Stati membri hanno convenuto di fissare norme minime di prestazione energetica in linea con la progressiva ristrutturazione del loro parco immobiliare, fissando la classe di prestazione energetica D entro il 2033.
Il 7 dicembre 2023 il Consiglio dell'Unione europea e il Parlamento hanno raggiunto un accordo provvisorio su una proposta di revisione della direttiva sulla prestazione energetica nell'edilizia che stabilisce che tutti gli edifici nuovi siano a emissioni zero entro il 2030 e che gli edifici esistenti ristrutturati diventino a emissioni zero entro il 2050.
Il 12 aprile 2024 Consiglio dell'Unione europea ha adottato una direttiva riveduta sul rendimento energetico nell'edilizia. La direttiva contribuirà a ridurre le emissioni di gas serra nell'Unione.
Secondo le nuove norme, entro il 2030 tutti i nuovi edifici dovrebbero essere edifici a emissioni zero, ed entro il 2050 il patrimonio edilizio dell'Unione dovrebbe essere trasformato in un patrimonio edilizio a emissioni zero.
Per gli edifici non residenziali la direttiva rivista introduce standard minimi di prestazione energetica garantendo che tali edifici non superino la quantità massima specificata di energia primaria o finale che possono utilizzare per m² ogni anno. Secondo le nuove regole, nel 2030 tutti gli edifici non residenziali saranno al di sopra del 16% degli edifici con le peggiori prestazioni ed entro il 2033 al di sopra del 26% degli edifici con le peggiori prestazioni in termini di prestazione energetica. Ciò porterà a una graduale eliminazione degli edifici non residenziali con le peggiori prestazioni.
Gli Stati membri possono scegliere di esentare dalle norme specifici edifici, come edifici storici, luoghi di culto o edifici di proprietà delle forze armate.
Gli Stati membri garantiranno inoltre che il consumo medio di energia primaria degli edifici residenziali sarà ridotto del 16% nel 2030 e del 20-22% nel 2035. Almeno il 55% della riduzione energetica sarà ottenuta attraverso la ristrutturazione degli edifici residenziali con le prestazioni peggiori pari al 43%.
Nei loro sforzi di rinnovamento, gli Stati membri metteranno in atto misure di assistenza tecnica e di sostegno finanziario, con particolare attenzione alle famiglie vulnerabili.
Per decarbonizzare il settore edilizio, i piani nazionali di ristrutturazione degli edifici includeranno una tabella di marcia con l'obiettivo di eliminare gradualmente le caldaie a combustibili fossili entro il 2040.
Le nuove norme garantiranno l'implementazione di idonei impianti di energia solare nei nuovi edifici, negli edifici pubblici e in quelli esistenti non residenziali in fase di ristrutturazione che richiedono un permesso.
Forniranno inoltre infrastrutture per la mobilità sostenibile, compresi punti di ricarica per auto elettriche all’interno o accanto agli edifici, precablaggi o condutture per ospitare future infrastrutture e parcheggi per biciclette.

### Tassazione dell'energia
La proposta di revisione della direttiva del Consiglio sulla tassazione dei prodotti energetici e dell'elettricità mira a:
- allineare la tassazione dei prodotti energetici e dell'elettricità alle politiche dell'Unione europea in materia di energia, ambiente e clima;
- preservare e migliorare il mercato interno dell'Unione aggiornando il campo di applicazione dei prodotti energetici e la struttura delle aliquote e razionalizzando esenzioni e riduzioni fiscali da parte degli Stati membri;
- preservare la capacità di generare entrate per i bilanci degli Stati membri.

Il 6 dicembre 2022 il Consiglio economia e finanza dell'Unione europea ha tenuto un dibattito orientativo sulla revisione della direttiva sulla tassazione dei prodotti energetici.
La proposta di aggiornamento della direttiva riguarda struttura delle aliquote e aggiornamento della base imponibile:
- i combustibili più inquinanti sarebbero i più tassati;
- le aliquote minime per i carburanti usati nel settore marittimo e nell'aviazione sarebbero soggette a un aumento graduale;
- i carburanti sostenibili beneficerebbero di un'aliquota minima pari a zero per promuoverne la diffusione;
- nessuna distinzione tra tipi di utilizzo (commerciale/non commerciale);
- aggiornamento costante delle aliquote minime, in base ai dati Eurostat.

## Critiche e controversie
Greenpeace ha criticato il fatto che il pacchetto non sia sufficiente a impedire il riscaldamento globale, perché gli obiettivi posti dal Fit for 55 sono troppo carenti, in particolare contestando la classificazione della bioenergia come energia rinnovabile e lo stop troppo tardivo alla vendita di autovetture endotermiche.
Il primo ministro polacco Morawiecki ha affermato che il meccanismo dello scambio di quote sulle emissioni spingerà l'Europa nella sua più profonda crisi economica "in 100 anni", impoverendo i più poveri e arricchendo i più ricchi.